# MG-455
A MG-455 é uma rodovia brasileira do estado de Minas Gerais com 42 km de extensão, localizada na mesorregião do Sul e Sudoeste de Minas. Pelo sentido que ela percorre é considerada uma rodovia de ligação.
Ela começa no município de Santa Rita de Caldas, no entroncamento com a BR-459, e termina no município de Andradas, na divisa com o estado de São Paulo. É uma importante ligação entre o sul de Minas Gerais e a Região Metropolitana de Campinas. Também dá acesso ao município de Poços de Caldas a partir do entroncamento com a rodovia BR-146.

## Obras e concessão
Com a concessão, a rodovia deve ser recuperada por completo, com recomposição de estrutura, novo pavimento e nova sinalização. Sendo as obras: (ano de conclusão)
- Rotatória alongada - km 5 (2040)
- Rotatória alongada - km 18 (2040)
- Acostamentos em toda via (2040 à 2043);
- Alargamento e reforço da ponte sobre o Rio Jaguari-Mirim -  km 28,7 (2041);
- Alargamento e reforço da ponte sobre o Rio Jaguari-Mirim -  km 32,4 (2041);
- Alargamento e reforço da ponte sobre o Rio Jaguari-Mirim -  km 35,8 (2043);
- Alargamento e reforço da ponte sobre o Rio Jaguari-Mirim -  km 40,4 (2043);
- Passagem inferior -  35,9 km (2043);
- Melhoria de 10 acessos particulares (2041);
- Implantação de 4 pontos de ônibus (2043);

## Municípios atendidos pela rodovia
- Santa Rita de Caldas
- Ibitiúra de Minas
- Andradas